# Лоун-Елм (Канзас)
Лоун-Елм (англ. Lone Elm) — місто (англ. city) в США, в окрузі Андерсон штату Канзас. Населення — 27 осіб (2020).

## Географія
Лоун-Елм розташований за координатами 38°4′47″ пн. ш. 95°14′35″ зх. д. / 38.07972° пн. ш. 95.24306° зх. д. (38.079620, -95.243137).  За даними Бюро перепису населення США в 2010 році місто мало площу 0,20 км², уся площа — суходіл. В 2017 році площа становила 0,18 км², уся площа — суходіл.

## Демографія
Згідно з переписом 2010 року, у місті мешкало 25 осіб у 12 домогосподарствах у складі 7 родин. Густота населення становила 128 осіб/км².  Було 18 помешкань (92/км²).
Расовий склад населення:
| - 100,0 % — білих |

До двох чи більше рас належало 0,0 %. Частка іспаномовних становила 0,0 % від усіх жителів.
За віковим діапазоном населення розподілялося таким чином: 24,0 % — особи молодші 18 років, 52,0 % — особи у віці 18—64 років, 24,0 % — особи у віці 65 років та старші. Медіана віку мешканця становила 46,8 року. На 100 осіб жіночої статі у місті припадало 78,6 чоловіків;  на 100 жінок у віці від 18 років та старших — 72,7 чоловіків також старших 18 років.
Цивільне працевлаштоване населення становило 13 особи. Основні галузі зайнятості: освіта, охорона здоров'я та соціальна допомога — 30,8 %, будівництво — 15,4 %, сільське господарство, лісництво, риболовля — 15,4 %.